# Ça Ira (опера)
«Ça Ira» (читается «Сa ира́» — фр. Дело пойдёт на лад) — четвёртый студийный альбом, опера британского музыканта, композитора и поэта Роджера Уотерса (наиболее известен по участию в Pink Floyd) в трёх действиях по оригинальному либретто Этьена и Надин Рода-Жиль (Etienne & Nadine Roda-Gil). Издан в 2005 году. 
Альбом продержался 14 недель в американском Billboard’s Classical Chart, поднявшись до 5-й позиции.
К Роджеру Уотерсу, известному по своей работе в известной рок-группе Pink Floyd, в 1987 году обратились его друзья Этьен Рода-Жиль и его жена Надин Делайе и попросили, чтобы он положил их либретто на музыку. Первоначальная версия была завершена, и записана к концу 1988 года. Заслушав её, тогдашний президент Франсуа Миттеран был впечатлён и призвал Парижскую Оперу поставить её на сцене в следующем июле, к двухсотлетию Революции.
Оперные режиссёры, однако, противились этому, потому что Уотерс был англичанином, и был в рок-группе. Начиная с 1989 года, Уотерс переписал либретто на английском языке.
Ça Ira получила смешанные отзывы. Больше всего критики высказывалось в связи с тем, что опера слишком описательная, что делает очень трудным постановки — и, как следствие, приводит к нарушению хода произведения. Другие жаловались, что партитура является слишком традиционной.

## Диск первый

### Акт первый
1. «The Gathering Storm» — 1:38
2. «Overture» — 4:06
3. «Scene 1: A Garden in Vienna 1765» — 0:53
4. «Madame Antoine, Madame Antoine» — 2:53
5. Scene 2: Kings Sticks and Birds — 2:41
6. «Honest Bird, Simple Bird» — 2:10
7. «I Want to Be King» — 2:37
8. «Let Us Break All the Shields» — 1:45
9. Scene 3: The Grievances of the People — 4:40
10. Scene 4: France in Disarray — 2:34
11. «To Laugh is to Know How to Live» — 1:44
12. «Slavers, Landlords, Bigots at Your Door» — 3:36
13. Scene 5: The Fall of the Bastille — 1:34
14. «To Freeze in the Dead of Night» — 2:19
15. «So to the Streets in the Pouring Rain» — 4:17

### Акт второй
1. Scene 1: Dances and Marches — 2:11
2. «Now Hear Ye!» — 2:18
3. «Flushed With Wine» — 4:31
4. Scene 2: The Letter — 1:39
5. «My Dear Cousin Bourbon of Spain» — 2:48
6. «The Ship of State is All at Sea» — 1:46
7. Scene 3: Silver Sugar and Indigo — 0:55
8. «To The Windward Isles» — 4:50
9. Scene 4: The Papal Edict — 1:17
10. «In Paris There’s a Rumble Under the Ground» — 6:19

## Диск второй

### Акт третий
1. Scene 1: The Fugitive King — 2:21
2. «But the Marquis of Boulli Has a Trump Card Up His Sleeve» — 4:27
3. «To Take Your Hat Off» — 2:40
4. «The Echoes Never Fade from That Fusillade» — 3:15
5. Scene 2: The Commune de Paris — 2:43
6. «Vive la Commune de Paris» — 3:16
7. «The National Assembly is Confused» — 2:41
8. Scene 3: The Execution of Louis Capet — 1:39
9. «Adieu Louis for You It’s Over» — 3:45
10. Scene 4: Marie Antoinette — The Last Night on Earth — 1:39
11. «Adieu My Good and Tender Sister» — 5:09
12. Scene 5: Liberty — 2:51
13. «And in the Bushes Where They Survive» — 6:52

## Постановки
| дата                                             | город     | страна     | Venue                                                            | Ref.   |
| ------------------------------------------------ | --------- | ---------- | ---------------------------------------------------------------- | ------ |
| 16 октября 2002                                  | Лондон    | Англия     | Альберт-холл (только увертюра; benefit for Countryside Alliance) | [ 2 ]  |
| 17 и 18 ноября 2005                              | Рим       | Италия     | Auditorium Parco della Musica                                    | [ 3 ]  |
| 26 августа 2006                                  | Познань   | Польша     | Poznań International Fair Grounds                                | [ 4 ]  |
| 16 декабря 2006                                  | Киев      | Украина    | International Expo Congress Center                               | [ 4 ]  |
| 30 декабря 2006 — 9 марта 2007 (7 представлений) | Познань   | Польша     | Познанский оперный театр                                         | [ 5 ]  |
| 15 — 24 апреля 2008 (3 представления)            | Манаус    | Бразилия   | Амазонас (Оперный фестиваль Амазонас)                            | [ 6 ]  |
| 5 мая 2008                                       | Гаага     | Нидерланды | World Forum Theatre                                              | [ 6 ]  |
| 17 ноября 2010                                   | Роттердам | Нидерланды | Nieuwe Luxor Theater                                             | [ 7 ]  |
| 2 — 9 мая 2013 (4 представления)                 | Сан-Пауло | Бразилия   | Городской театр Сан-Паулу                                        | [ 8 ]  |
| 13 августа 2013                                  | Гётеборг  | Швеция     | Götaplatsen (Фестиваль культуры в Гётеборге)                     | [ 8 ]  |
| 30 января 2015                                   | Нашвилл   | США        | Schermerhorn Symphony Center                                     | [ 10 ] |